# 山西铁路学堂
山西铁路学堂是清末位于太原的一所学堂。

## 历史沿革
1908年11月，山西省在山西官立中等实业学堂内附设商办铁道专修科，分为业务、机械、建筑三班，但因为光绪和慈禧去世，直到1909年5月才正式开学。1910年，商办铁道专修科独立为山西铁路学堂。不久之后，山西铁路学堂改归同蒲铁路公司管理，并从原地址迁往他处。民国成立后，同蒲铁路公司收归国有，所有财产上交北洋政府交通部。学堂停办。